# Pieve di Seveso
La pieve di Seveso o pieve dei Santi Gervaso e Protaso di Seveso (in latina: Plebis Seusensis o Plebis Sanctorum Gervasii et Protasii Seusensis) era il nome di un'antica pieve dell'arcidiocesi di Milano e del ducato di Milano con capoluogo Seveso.
I patroni erano i santi Gervaso e Protaso, cui ancora oggi è dedicata la chiesa prepositurale di Seveso.

## Storia
È datato 10 dicembre 996 il primo atto privato che cita l'esistenza della pieve di Seveso, ove viene riportato anche il nome di un tale Giselberto "presbiter de ordine ecclesiae et plebe sanctorum protasii et gervasii sita Seuse".
Da Goffredo da Bussero apprendiamo che sotto la pieve di Seveso ricadevano molte cappelle oltre alla canonica, site in diverse località come Lentate sul Seveso, Birago, Camnago o Barlassina. Sul finire del Trecento apprendiamo inoltre che la chiesa sevesina comprendeva dodici canonici oltre al prevosto, con una cura d'anime di quasi venti chiese parrocchiali, oltre ai monasteria monialia (monasteri di monache) di Meda, Cogliate e l'ospedale di Seveso che era utilizzato per l'accoglienza dei pellegrini e la cura dei più poveri.
Dal XIV secolo le pievi assunsero anche una valenza amministrativa, dato che i Visconti le utilizzarono per il controllo del territorio attraverso podestà opportunamente nominati. Il capoluogo doveva contribuire alla manutenzione della strada di Dergano, com’era chiamata nel medioevo l’attuale strada Comasina e antica via Regina.
Da un rendiconto preparato per San Carlo Borromeo nel 1581, apprendiamo che la pieve di Seveso comprendeva le parrocchie di Camnago, Meda, Barlassina, Birago, Lentate, Copreno, Misinto, Lazzate, San Dalmazio, Ceriano Laghetto, Solaro, Cesano, Limbiate.
Dall'epoca post-tridentina sappiamo che anche Seveso divenne sede di un vicariato che andò quasi completamente a sostituirsi nelle funzioni alla pieve. Se la pieve amministrativa fu travolta dall'invasione francese del 1796, quella ecclesiastica continuò nel tempo. Nel 1914 l'arcivescovo milanese Andrea Carlo Ferrari stabilì che le parrocchie di Lazzate, Misinto, San Dalmazio e Cogliate fossero assegnate al vicariato foraneo di Saronno, mentre nel 1915 spostò la parrocchia di Ceriano Laghetto e Solaro a quello di Saronno.
La pieve, così numericamente ridotta nel numero di parrocchie, venne soppressa definitivamente con i decreti del cardinal Colombo nel 1972, assieme alle altre pievi dell'area lombarda che vennero sostituite dagli attuali decanati, non prima di aver dato vita alle parrocchie di Baruccana, della Beata Vergine Immacolata (1911), di Sant'Eurosia, della Sacra Famiglia di Binzago, dei Santi Ambrogio e Carlo, di San Pio X di Cesano Maderno di San Francesco d'Assisi di Limbiate, di San Pietro Martire, di San Carlo e del Villaggio dei Giovi.

## Territorio
Nella seconda metà del XVIII secolo, il territorio della pieve era così suddiviso:
| Pieve civile                               | Pieve ecclesiastica                                                               |
| Comune di Seveso                           | Parrocchia Prepositurale dei Santi Gervaso e Protaso                              |
| Comune di Barlassina                       | Parrocchia di San Giulio                                                          |
| Comune di Birago                           | Parrocchia di Sant'Anna                                                           |
| Comune di Ceriano                          | Parrocchia di San Vittore martire                                                 |
| Comune di Cesano Maderno Comune di Binzago | Parrocchia di Santo Stefano protomartire                                          |
| Comune di Cogliate                         | Parrocchia di San Giuseppe                                                        |
| Comune di Copreno                          | Parrocchia di Sant'Alessandro                                                     |
| Comune di Lazzate                          | Parrocchia di San Lorenzo martire                                                 |
| Comune di Lentate                          | Parrocchia di San Vito martire Parrocchia dei Santi Quirico e Giulitta in Camnago |
| Comune di Limbiate                         | Parrocchia di San Giorgio                                                         |
| Comune di Meda                             | Parrocchia di Santa Maria Nascente                                                |
| Comune di Misinto                          | Parrocchia di San Siro                                                            |
| Comune di Solaro                           | Parrocchia dei Santi Quirico e Giulitta                                           |